# 대한민국의 여자 축구
다음은 대한민국의 여자 축구에 관한 내용이다.

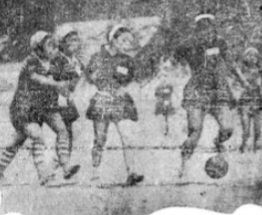
서울운동장에서 거행된 최초의 여자 축구 경기

## 일제강점기
영국을 모태로 하는 근대 축구가 한국에 전파된 것은 1882년 6월 (고종 19년) 인천항에 상륙한 영국 군함 플라잉피쉬호의 승무원들을 통해서인 것으로 전해지고 있다.
최초로 한국의 여성들과 축구에 관한 이야기가 나온 것은 그로부터 십수년 뒤인  1925년이였다. 당시 이화학당의 운동부장이자 여자 올림픽에 참가했었던 로이스는 여자들도 남자들처럼 운동을 해야 하지만, 여자 선천적 기능이 남자와 다르므로 여자의 신체에 급격한 긴장을 주는 축구나, 육상 경기는 부적합하다고 주장했다.
올림픽 육상 경기 도중에 한 여자 학생이 졸도하는 일이 있었다며, 여자 체육은 반드시 유희와 유쾌, 사교에만 목적을 두고 진행되어야 하며 승부에 주력하는 것은 피햐야된다고 덧붙였다. 또한 당시 동덕학교의 한 체육교사는 남자와 여자는 신체적으 다르기에 여자한테 맞는 운동은 정구라고 이야기한 것 등을 보아당시 시대적으로 여자들에게 격한 운동은 지양했던 것으로 추측되며, 당시 남자 축구는 조선 축구 대표팀이 일본의 본국 대회에서 우승하는 등의 활약을 펼쳤던 것과 대조적으로 일제강점기 시절 여자들과 관련한 축구 활동이 전혀 없었다.

## 해방 이후

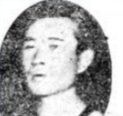
초기 대한민국의 여자 축구계 틀을 마련한 김화집

1949년 6월 28일, 대한민국 체육계 최초의 여자 축구가 거행되었다. 당시 신문에서도 이땅 최초의 여자축구라고 보도했으며 최초의 여자 축구의 경기를 보기 위해 관중들이 모여들었다.제2회 전국여자체육대회에서 진행된 이 경기는 1949년 6월 28일 오후 6시에 서울운동장에서 중학여중과 무학여중의 경기로 진행되었으며, 최초로 한국 여자 축구의 규칙을 제정한 김용식, 박규정이 심판직을 맡았다.
경기 규칙은 기존의 남자 축구 규칙에서 조금 변형되어 전후반 32분으로 진행되었고 농구와 같이 선수들을 자유롭게 바꿀 수 있었으며, 골키퍼는 공을 막을 때 양 팔을 가슴에 꼭 닿게 해야 했다.
첫 경기인 중학여중과 무학여중의 경기는 두 번 연장전 끝에도 승패를 결정 짓지 못 했고 결국 추첨을 통해서 무학여중이 승리하게 되었다. 이후 29일에 열린 명성여중과의 경기에서도 무학여중이 승리하며 해당 대회의 우승과 함께 김구의 우승배를 들게 되었다.

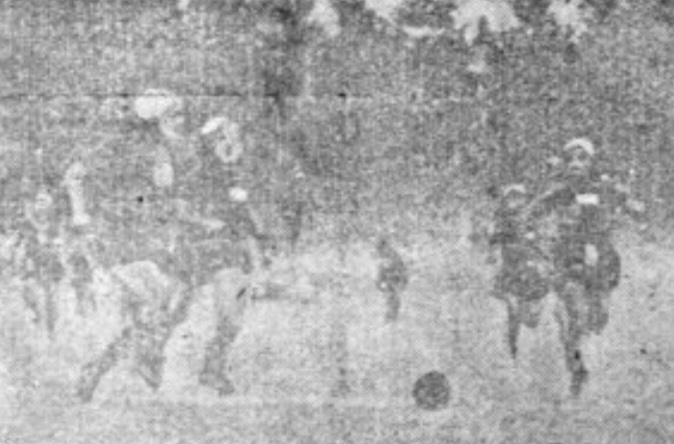
최초의 여자 축구 경기인 무학여중대 중학여중

같은 해 10월에는 대한여자축구협회가 창립되었으며, 대한여자축구협회가 주최하는 제1회 전국여자축구대회를 열기로 결정 했다.
1972년 3월 18일에 전주에서 최초의 여자 축구팀인 전주 여자 축구단이 창단되었고그 다음해인 1973년에는 서울 여자 축구단과 전주여자축구단과의 한국 초유의 공식여자축구경기가 1973년 6월 17일에 열렸다.

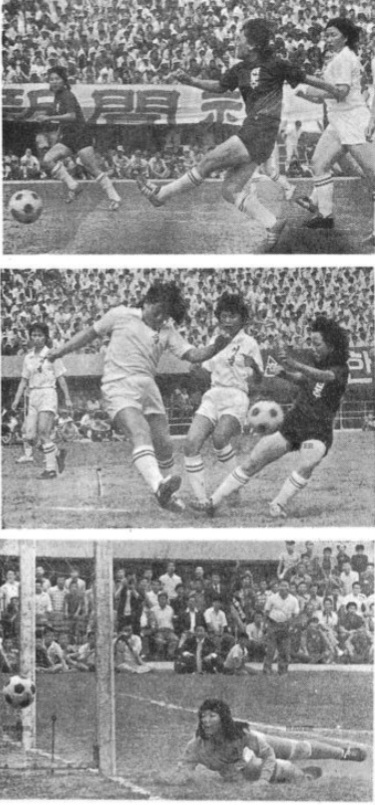
서울여자축구단 대 전주여자축구단

경기를 앞 두고 기사에서는 '한국 축구도 남성 전유의 시다가 지났다'라고 보도했으며, 여자 선수들은 '우리도 인기 스포츠인 축구를 남성들과 함께 즐기겠다'고 말했다.
경기 종료 후 서울여자축구단 단장에게 입단지원 전화가 100통이 넘게 왔다고 한다.
1974년에는 한국여자축구연맹이 발족되어 김용식이 명예회장으로 부임된 후 전주 여자 축구단과 서울 여자 축구단, 광주 여자 축구단을 중심으로 전국대회를 펼쳤다.
1985년에 드디어 대한축구협회가 관리하는 여자 축구 대표팀이 만들어지게 되었다.FIFA가 여자 월드컵을 활성시킴에 따라서 월드컵에 출전시킬 대한민국 여자 축구 선수를 소집하기로 결정한 것으로 단장 김화집을 주축으로 18세에서 23세 사이의 미혼 여성을 대상으로 하여 선발했다. 하지만 1987년에 활성화 전망이 없다면서 축구팀을 해체 시켰다. 선수들은 다닌던 직장도 그만두고 축구에 뛰어 든 이도 많다며 협회 측의 적절한 대응을 요구했지만, 협회는 계획단계부터 잘못되었다며 전망도 없는데 연간 많은 돈을 투자할 수 없다고 밝했다.
1990년 대한민국 여자 축구 국가대표팀이 본격적으로 다시 출범하게 되면서 그해 아시안 게임에 나가게 되었다. 그러나 홍콩에 1대0으로 승리한걸 제외하면 일본에 1대13 등으로 대패하였다. 이후 실업팀과 대학팀등이 창단되면서 90년대 후반부터 두각을 나타내기 시작했으며 2003년 월드컵에 사상 최초로 출전하였다. 2005년 동아시안컵 우승 이후 별다른 성적이 없다가 2009년 WK리그 창설되었고 지소연, 이민아, 여민지 등 전력이 보강되면서 2010년 20세 이하 여자월드컵 3위, 17세 이하 여자월드컵에선 FIFA 주관 대회 첫 우승을 차지하였다. 2015년 월드컵 본선에 복귀하면서 스페인전에 이기면서 월드컵 본선 첫 승리와 16강진출을 달성하였다. 2017년엔 FIFA 랭킹 14위까지 올랐었다.
2022년 AFC 여자 아시안컵에서 준우승을 하였다.